# Beyşehir
Beyşehir (în latină Claudiocaesarea) este un oraș din Turcia.